# جریان‌ها و سازمان‌های مذهبی سیاسی ایران
جریان‌ها و سازمان‌های مذهبی سیاسی ایران نام کتابی از رسول جعفریان است که به بیان وقایع فرهنگی و سیاسی ایران از زمان روی کار آمدن محمدرضا پهلوی تا پیروزی انقلاب اسلامی (سال‌های ۱۳۲۰ تا ۱۳۵۷) می‌پردازد. بیش از ۶۵ مورد بر این کتاب حاشیه های توضیحی و نقدی دارد. سید علی خامنه‌ای در چاپ سوم این کتاب، بر فصلی که مطالبی دربارهٔ علی شریعتی مطرح شده بود، حاشیه‌ای نوشت. کتاب حاضر بالغ بر بیست بر مرتبه تجدید چاپ شده است.

## سؤال تحقیق
جعفریان در این کتاب به ورود روحانیان به کانون‌های مبارزه و نقش آنان با تکیه بر مذهب در عرصه فرهنگ و سپس سیاست تأکید دارد. وی در کتاب حاضر درصدد پیدا کردن پاسخی برای رمز رهبری روحانیان در بهمن ۱۳۵۷ است؛ بنابراین به سراغ ریشه‌یابی علت‌ها و چگونگی قرار گرفتن نیروهای مذهبی روحانی در موقعیت رهبری نهضت می‌رود.

## ساختار
این کتاب در یک مقدمه و هشت فصل کلی تألیف شده‌است. این فصل‌ها عبارتند از:
- فصل اول: بازگشت دین به عرصه جامعه و سیاست
- فصل دوم: جنبش ترجمه آثار اجتماعی - سیاسی عربی- اخوانی به فارسی
- فصل سوم: جریان‌های مذهبی - سیاسی فعال دهه ۴۰ تا اوایل دهه ۵۰
- فصل چهارم: اسلام انقلابی سازمان مجاهدین خلق
- فصل پنجم: حسینیه ارشاد و دکتر شریعتی
- فصل ششم: گروه‌ها و جریان‌های فعال مذهبی- سیاسی در آستانه پیروزی انقلاب اسلامی
- فصل هفتم: نویسندگان برجسته آثار دینی - سیاسی در آستانه انقلاب اسلامی
- فصل هشتم: جریان‌های تجدیدنظر طلب در عقاید شیعه[۵]

## نقد و بررسی
کتاب حاضر تا کنون چندین مرتبه مورد گزارش، تحلیل، نقد و بررسی قرار گرفته است.